# Seuneubok Teupin Panah
Seuneubok Teupin Panah is een bestuurslaag in het regentschap Aceh Timur van de provincie Atjeh, Indonesië. Seuneubok Teupin Panah telt 245 inwoners (volkstelling 2010).